# NGC 4940
NGC 4940 ist eine 12,4 mag helle Spiralgalaxie vom Hubble-Typ Sa im Sternbild Zentaur am Südsternhimmel. Sie ist rund 220 Millionen Lichtjahre von der Milchstraße entfernt und hat einen Durchmesser von etwa 65.000 Lichtjahren.
Das Objekt wurde am 3. März 1837 von John Herschel mit einem 18-Zoll-Spiegelteleskop entdeckt, der dabei „F, S, R, 15 arcseconds, The following of two“ notierte. Das hierbei irrtümlich für eine Galaxie gehaltene erste Objekt ist der Asterismus NGC 4937.

## NGC 4940-Gruppe (LGG 318)
| Galaxie   | Alternativname | Entfernung/Mio. Lj |
| --------- | -------------- | ------------------ |
| NGC 4940  | PGC 45235      | 220                |
| PGC 44167 | ESO 269-012    | 216                |
| PGC 44247 | ESO 269-014    | 215                |